# Jeanne-Michelle de Pringy
Jeanne-Michelle de Pringy, dite Mme de Pringy (ou Pringi), née en 1660 et morte en 1709, est une romancière française du XVIIe siècle. 

## Biographie
Jeanne-Michelle Hamonin de Maranville, devenue Mme de Pringy par alliance, est née en 1660 et morte en 1709. 
Son sujet de prédilection est l'amour-propre chez les femmes. Elle s’est donc donnée la tâche de le peindre sous ses différents aspects et nuances.
Mme Pringy, en éducatrice de ses contemporaines et ses futures lectrices, a aussi peint les caractères des femmes par le biais de leur amour-propre.
Les ouvrages de cette femme de lettres sont, en général, consacrés et dédiés aux femmes.
Dans le Journal des savants, on commente ainsi la publication d'une nouvelle édition de son livre « Les différens caractères des femmes du siècle avec la description de l’amour propre, par Madame de Pringi, seconde édition argumentée, in-12, A paris, chez Meddard Michel Brunet dans la grand’Salle du Palais. 1699 » :
« Les visages des Femmes ne sont pas plus différens que leurs esprits. Il serait difficile d’exprimer dans un seul Livre les caractères qui les distinguent. Madame de Pringy a marqué dans celui-ci les principaux traits auxquels elles peuvent reconnoître ou les défauts qu’elles ont, ou les vertus qu’elles devroient avoir. »

## Œuvre
- Les Différens Caractères de l’amour, 1685 (première édition)
- La Princesse Agathonice, ou les différens caractère de l’amour, 1693
- Les Différens Caractères des femmes avec la description de l’amour-propre, 1694, lire en ligne sur Gallica ; deuxième édition en 1699, lire en ligne sur Gallica
- L’Amour à la mode, satire historique sur Google Livres, 1695
- Junie ou les sentiments romains, 1695
- Critique contre la prévention, 1702 [5]
- Vie bourdaloue, 1705
- Traité des vrais malheurs de l’homme, 1707

Édition récente
- Jeanne-Michelle de Pringy, Les Differens Caractères des femmes du siècle avec la description de l'amour propre, texte établi, commenté et annoté par Constant Venesoen, Paris, H. Champion, 2002 (réimpression 2022, Paris, Classiques Garnier, Textes de la Renaissance, n° 58).

### Sources
- Fortunée Briquet, Dictionnaire historique, littéraire et bibliographique des Françaises, et des étrangères naturalisées en France, connues par leurs écrits ou par la protection qu'elles ont accordée aux gens de lettres, depuis l'établissement de la monarchie jusqu'à nos jours, De l'imprimerie de Gillé, 1804, p.269-270.